# Юин, Мартин-Люк
Мартин-Люк Юи́н (фр. Martin-Luc Huin, 20 октября 1836 года, Guyonvelle, Франция — 30 марта 1866 года, Корея) — святой Римско-Католической Церкви, священник и мученик. Член миссионерской организации «Парижское общество заграничных миссий».

## Биография
Родился 20 октября 1836 года в многодетной крестьянской семье в селении Guyonvelle, Франция. В 1851 году вступил в духовную семинарию. 29 июня 1861 года был рукоположен в священника. Первое время служил викарием, но хотел заниматься миссионерской деятельностью на Дальнем Востоке. Написал прошение епископу, чтобы тот послал его на миссию. В июне 1863 году вступил в миссионерскую организацию «Парижское общество заграничных миссий». В июне 1864 года отправился в Корею, куда он прибыл 27 мая 1865 года после долгого путешествия. Служил некоторое время при епископе Антуане Давелюи. 18 сентября 1865 года отправился на миссию. Арестован 12 марта 1866 года и на следующий день вместе с епископом Антуаном Давелюи и священником Пьером Омэтром переправлен в Сеул. В тюрьме подвергся пыткам. Казнён 30 марта 1866 года.

## Прославление
Был беатифицирован 6 октября 1968 года Римским Папой Павлом VI и канонизирован 6 мая 1984 года Римским Папой Иоанном Павлом II вместе с группой 103 корейских мучеников.
День памяти в Католической Церкви — 20 сентября.